# Jacques Boudeville
Jacques Raoul Boudeville, (París, 25 de marzo de 1919  - Suiza, 17 de julio de 1975) fue un economista francés, especialista en la economía de los territorios.

## Biografía
Fue profesor en la Facultad de Derecho y Economía de París hasta 1968, en la Facultad de Derecho y Ciencias Económicas de Lyon, y en la Universidad de París Panthéon- Sorbona hasta 1974.
Siguiendo la estela de François Perroux, aplicó la teoría de los polos de crecimiento a los casos de Brasil y Francia e inició en la década de 1960, junto al geógrafo y urbanista Michel Rochefort, un acercamiento e integración entre las posturas de geógrafos y economistas, que daría forma a las teorías conocidas como economía de los territorios.

### Los espacios económicos
Boudeville explora los espacios económicos con ejemplos ilustrativos expuestos en este estudio. El autor integra el espacio económico como un parámetro del espacio geográfico y, finalmente expresa los resultados en un espacio matemático que sirve como herramienta para los economistas. El espacio que habitan las personas interacciona con la geografía generando deformaciones espaciales. A partir de esta premisa surgen preguntas que el contenido argumental va contestando. Se plantea el desarrollo urbano frente al rural, la localización de asentamientos humanos de diferentes tamaños, la ubicación de las empresas, las industrias. El análisis de todos estos factores en diferentes lugares de Europa y América, mediante los grupos de investigación específicos, obtienen formas de construir más armónicas, en consonancia con las directrices económicas evaluadas.

### Legado
La influencia del legado propuesto por Boudeville se muestra en los artículos que citan su obra. Así su artículo de 1973 sobre la contaminación en áreas urbanas de Alsacia, Economic analysis of atmospheric pollution: The example of Alsace. es citado en artículos de investigación como Walter Isard's Contributions to Environmental Economics and Ecological Economics, publicado en 2014, Is the cold the only reason why we heat our homes? Empirical evidence from spatial series data, publicado en 2017, o Experimental study of regulated and unregulated emissions from a diesel engine using coal-based fuels publicado en 2020, entre otros.
Las propuestas de Boudeville sobre el control económico de la contaminación se retoman en estas décadas del siglo XXI con la aplicación de modelos jerárquicos. Así, el embajador Vicente Blanco Gaspar escribió La OCDE y la Ecología, elaborado en la Universidad de París 1 Panthéon-Sorbonne, en los años 1972-1974, durante su colaboración con Boudeville.

## Publicaciones
- Polos espaciales y de crecimiento, 1968, Puf, París.[11][12]
- Espacios económicos, 1970, Puf, París, 126 p.[2][13]

### Artículos
- 1965 Arbitraje entre regiones económicas. Estudios económicos, 4(7/8), 1–16.[14]
- 1973 Economic analysis of atmospheric pollution: The example of Alsace. Regional and Urban Economics. Elsevier. Volume 3, Issue 1, February 1973, Pages 103-125[9]

## Reconocimientos
- 2022 La OCDE y la Ecología, Vicente Blanco Gaspar. Revista Diplomacia n.º 155 de octubre de 2022, pp. 52 a 59.[10]
- 1985 Desarrollo polarizado y políticas regionales: en homenaje a Jacques Boudeville. Ed.: Fondo de Cultura Económica, Antoni Kuklinski. ISBN: 9681619552, 9789681619558.[15]
- 1973 Amenagement du territoire et polarisation: Jacques R. Boudeville, Hansen, N. M. (Editions M.-Th. Genin, Librairies Techniques, París, 1972) 279 pp, Regional and Urban Economics, Elsevier, vol. 3(4), pages 413-414, November.[16]